# Šlapanice, Kladno
Šlapanice là một làng thuộc huyện Kladno, vùng Středočeský, Cộng hòa Séc.